# Westcott Barton
Westcott Barton lub Westcot Barton – wieś i civil parish w Anglii, w Oxfordshire, w dystrykcie West Oxfordshire. W 2011 civil parish liczyła 244 mieszkańców. Westcott Barton jest wspomniana w Domesday Book (1086) jako Bertone.